# Deh-e Vosţá
Deh-e Vosţá (persiska: ده وسطى) är en ort i Iran.   Den ligger i provinsen Hormozgan, i den sydöstra delen av landet, 1 100 km sydost om huvudstaden Teheran. Deh-e Vosţá ligger 30 meter över havet och antalet invånare är 546.
Terrängen runt Deh-e Vosţá är platt åt sydväst, men åt nordost är den kuperad.Runt Deh-e Vosţá är det ganska glesbefolkat, med 25 invånare per kvadratkilometer. Närmaste större samhälle är Mīnāb, 6,4 km sydost om Deh-e Vosţá. Omgivningarna runt Deh-e Vosţá är i huvudsak ett öppet busklandskap.